# Iksuaku
En el marco de la mitología hinduista, Iksuaku fue el fundador y primer rey de la dinastía solar de chatrías, en la India antigua. (La otra gran dinastía mítica era la dinastía lunar, que descendía del dios de la Luna).

## Nombre sánscrito
- ikṣvāku, en el sistema AITS (alfabeto internacional para la transliteración del sánscrito).
- इक्ष्वाकु, en escritura devanagari del sánscrito.
- okkāka, en idioma pālí.
- Pronunciación:
  - [ikshuakú], en sánscrito clásico;[1]
  - [ikshuáku], en prácrito y en idiomas modernos de la India.[1]
- Etimología: ‘calabaza amarga’.[1]

## Datación de la leyenda
En el Rig-veda (el texto más antiguo de la India, de mediados del II milenio a. C.) se menciona a un varón llamado Iksuaku, pero no es un rey, por lo tanto podría no tratarse de este mismo legendario Iksuaku.
En el Átharva-veda (de fines del II milenio a. C.) también se menciona un Iksuaku (que puede ser el mismo que el del Rig-veda).
La primera mención del legendario monarca aparece recién en el Majábharata (texto épicorreligioso del siglo III a. C.).
Su historia aparece más o menos repetida en el Ramaiana, el Jari-vamsha, el Visnú-purana y el Bhágavata-purana (citados en el Sanskrit-English Dictionary de Monier Monier-Williams).

## Leyenda
En el Majábharata se le nombra como un rey justo y glorioso, hijo de Vaivasvata Manu (quien había sido Satia Vrata, emperador de Dravida), quien es uno de los dos personajes centrales del Matsia-purana, junto con el avatar (encarnación) Matsia (‘pez’) del dios Visnú.
Manu lo tuvo después del diluvio universal, que envió el arca del rey a la cima de las montañas Malaya en el país Dravida (en el sur de la India).
Iksuaku fue padre de Kukshí y el primer rey de la tribu de los iksuakus, que reinó en la ciudad de Aiodhia.

## En el yainismo
Se dice que el clan Ikshvaku comenzó a partir del primer tirthankara (‘santo’)  Rishabhá, quien es considerado el primer rey de la Tierra (durante este eón avasarpiní).
El nombre de este clan ikshuaku fue dado por el dios Saudharmendra (el Señor de Saudharma).
Cuando Rishabhadeva tenía un año de edad, ante su padre Nabhi se presentó Saudharmendra, para formalizar el nombre de la familia. El bebé Rishabhadev estaba sentado en el regazo de su padre, y el dios llevaba en su mano una iksuaku cocinada (‘calabaza amarga’ en sánscrito; en cambio según algunos escritores yainas, le ofreció una iksuka (‘caña de azúcar’).
Cuando Rishabha vio la iksuka extendió sus manitas con entusiasmo para tomarla. Entonces Sudharmendra dio la iksuka al bebé, y al ver su afinidad con el alimento, le puso a toda la familia el apellido de Ikshvakus.
La mayoría de tirthankaras del yainismo pertenecen a este clan, y pocos a otros clanes.